# Etrocorema
Etrocorema is een geslacht van steenvliegen uit de familie borstelsteenvliegen (Perlidae). De wetenschappelijke naam van het geslacht is voor het eerst geldig gepubliceerd in 1909 door Klapálek.

## Soorten
Etrocorema omvat de volgende soorten:
- Etrocorema belumensis Wan Nur Asiah & Che Salmah, 2009
- Etrocorema hochii (Wu, 1938)
- Etrocorema nigrogeniculatum (Enderlein, 1909)